# Роберт Г. Гаррісон
Ро́берт Ге́нсон Га́ррісон (англ. Robert Hanson Harrison) (1745 — 2 квітня 1790) — американський правник та військовик. Помічник-ад'ютант, військовий секретар Джорджа Вашингтона. Рідний брат Вільяма Генрі Гаррісона, двоюрідний брат Джона Генсона.

## Життєпис
Народився Роберт Гаррісон у окрузі Чарлз, штат Меріленд у сім'ї Річарда Гаррісона — член законодавчих зборів Меріленду, та Дороті Генсон.
Кар'єру правника розпочав у місті Александрії, штат Вірджинія, де він й зустрівся з Джорджем Вашингтоном. Гаррісон служив під час війни за незалежність США лейтенантом у третьому Полку Вірджинії, що входив до Континентальної армії. У 1775 він служив ад'ютантом у генерала Джорджа Вашингтона у званні підполковника. Роберт Гаррісон змінив у 1776 році Джозефа Ріда на посаді військового секретаря в Вашингтоні, і прослужив на цій посаді до 1781 року. До війни Гаррісон був головним правником у Вашингтоні.
Роберт Гаррісон у березні 1781 року пішов у відставку та повернувся в Меріленд. У Меріленді служив суддею з 1781 до 1789 рік. 4 лютого 1789 року був призначений президентом Джорджем Вашингтоном суддею Верховного суду США, але через поганий стан здоров'я відмовився.
На президентських виборах 1789 Гаррісон був кандидатом від Федералістської партії, і отримав 6 голосів виборців. 
Роберт Гаррісон був двічі одружений і мав двох дочок — Сару і Дороті. 
Помер Роберт Гаррісон 2 квітня 1790 році в своєму будинку в окрузі Чарлз у штаті Меріленд. 